# 人吉市立大塚小学校

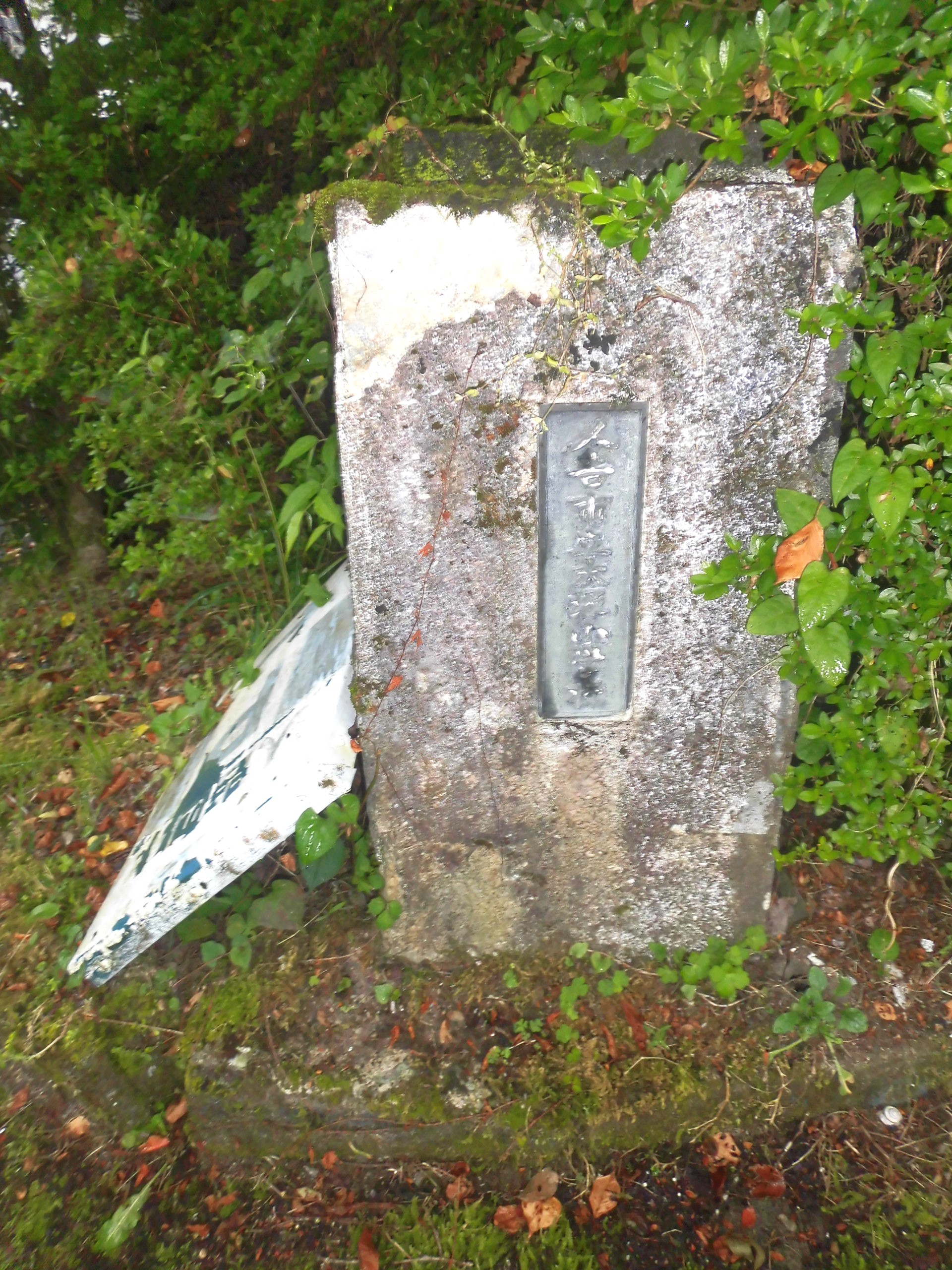
門柱

人吉市立大塚小学校（ひとよししりつ おおつかしょうがっこう）は、かつて熊本県人吉市東大塚町にあった公立の小学校。
2011年（平成23年）3月末をもって閉校し、人吉市立田野小学校に統合された。

## 概要
歴史
1885年（明治18年）創立。翌1886年（明治19年）に尋常廣路小学校（東間小学校）の分教場となる。1947年（昭和22年）に独立。2011年（平成23年）に閉校し、126年（独立64年）の歴史に幕を閉じた。
校訓
「豊かな心と体」
校章
月桂樹と梅の花弁を背景にして、中央に校名の頭文字である「大」の文字を配している。
校歌
作詞は秋山秀樹、作曲は新井久好による。歌詞は3番まであり、各番の歌詞中に校名の「大塚」が登場する。人吉市立第四中学校が分校時代から同じ校歌を有している。
通学区域
人吉市のうち「西大塚町・東大塚町」、中学校区は人吉市立第四中学校（2005年（平成17年）3月まで）であった。

## 沿革
- 1885年（明治18年） - 大塚中野に寺子屋式の小学校が創立[1]。
- 1886年（明治19年）- 統合により「尋常廣路小学校 大塚分教場」となる。
- 1892年（明治25年）- 移管により「東間尋常小学校 大塚分教場」に改称。
- 1907年（明治40年）-「東間尋常高等小学校 大塚分教場」に改称。
- 1908年（明治41年）4月 - 「東間尋常小学校 大塚分教場」に改称。
- 1915年（大正4年）4月 -「東間尋常高等小学校 大塚分教場」に改称。
- 1936年（昭和11年）- 大塚官行家庭教育場が設置される。
- 1941年（昭和16年）4月1日 - 「球磨郡藍田村東間国民学校 大塚分教場」と改称。
- 1942年（昭和17年）4月1日 - 人吉市の発足に伴い、「人吉市東間国民学校 大塚分教場」と改称。
- 1947年（昭和22年）4月1日 - 学制改革と同時に、東間小学校から分離の上、「人吉市立大塚小学校」（最終名）として独立。官行分校および田野分校を設置。
- 1953年（昭和28年）3月31日 - 官行分校を廃止。
- 2002年（平成14年）4月1日 - 休校となる。田野分校が分離の上、人吉市立田野小学校として独立。
- 2011年（平成23年）3月31日 - 人吉市立田野小学校への統合により統合。
  - 校舎等は「人吉市大塚コミュニティセンター」（公民館）として活用されている。
  - 校地は人吉市東大塚町と西大塚町の境界に位置しており、住所表記は大塚小が東大塚町、人吉第四中が西大塚町となっていた。

## 交通アクセス
最寄りの幹線道路
- 国道267号

## 周辺
- 東大塚簡易郵便局
- 高仁田川